# Александар Васоски
Александар Васоски (Скопље 21. новембар 1979. СФРЈ) је бивши македонски фудбалер.
Сениорску фудбалску каријеру почео је 1999. године у Вардар из Скопља. Играо је још у Цементарници из Скопља, да би у јануару 2005. прешао у Ајнтрахт Франкфурт где игра и данас.
За Фудбалску репрезентацију Македоније одиграо је од 2002. до 2008. 33 утакмице и постигао 2 гола.